# Carlo Gonzaga (sacerdote)
Carlo Gonzaga (Mantova, 21 marzo 1692 – Roma, 13 marzo 1771) è stato un religioso italiano.

## Biografia
Era figlio naturale dell'ultimo duca di Mantova Ferdinando Carlo di Gonzaga-Nevers.
Andò a Roma dove si fece prelato.
Fu eletto governatore dello Stato Pontificio delle seguenti città:
- Todi nel 1729
- Sabina nel 1730
- Fabriano nel 1731
- Camerino nel 1737 [1]
- Fermo
- Ancona nel 1743
- Civitavecchia nel 1744
- Frosinone
- Viterbo
- Perugia nel 1751
- Macerata nel 1753

Venne eletto canonico di San Pietro in Vaticano e nel 1760 chierico di Camera.
Morì a Roma nel 1771.

## Ascendenza
|                                       |   |                          | Genitori                    |  |  | Nonni |  |  | Bisnonni                   |  |  | Trisnonni                     |  |
|                                       |   |                          |                             |  |  |       |  |  | 8. Carlo di Gonzaga-Nevers |  |  | 16. Carlo I di Gonzaga-Nevers |  |
|                                       |   |                          |                             |  |  |       |  |  | 8. Carlo di Gonzaga-Nevers |  |  | 16. Carlo I di Gonzaga-Nevers |  |
|                                       |   | 17. Caterina di Lorena   |                             |  |  |       |  |  | 8. Carlo di Gonzaga-Nevers |  |  |                               |  |
| 4. Carlo II di Gonzaga-Nevers         |   |                          |                             |  |  |       |  |  | 8. Carlo di Gonzaga-Nevers |  |  |                               |  |
|                                       |   | 9. Maria Gonzaga         | 18. Francesco IV Gonzaga    |  |  |       |  |  |                            |  |  |                               |  |
|                                       |   | 9. Maria Gonzaga         | 18. Francesco IV Gonzaga    |  |  |       |  |  |                            |  |  |                               |  |
|                                       |   | 9. Maria Gonzaga         | 19. Margherita di Savoia    |  |  |       |  |  |                            |  |  |                               |  |
| 2. Ferdinando Carlo di Gonzaga-Nevers |   | 9. Maria Gonzaga         |                             |  |  |       |  |  |                            |  |  |                               |  |
|                                       |   | 10. Leopoldo V d'Austria | 20. Carlo II d'Austria      |  |  |       |  |  |                            |  |  |                               |  |
|                                       |   | 10. Leopoldo V d'Austria | 20. Carlo II d'Austria      |  |  |       |  |  |                            |  |  |                               |  |
|                                       |   | 10. Leopoldo V d'Austria | 21. Maria Anna di Baviera   |  |  |       |  |  |                            |  |  |                               |  |
| 5. Isabella Clara d'Austria           |   | 10. Leopoldo V d'Austria |                             |  |  |       |  |  |                            |  |  |                               |  |
|                                       |   | 11. Claudia de' Medici   | 22. Ferdinando I de' Medici |  |  |       |  |  |                            |  |  |                               |  |
|                                       |   | 11. Claudia de' Medici   | 22. Ferdinando I de' Medici |  |  |       |  |  |                            |  |  |                               |  |
|                                       |   | 11. Claudia de' Medici   | 23. Cristina di Lorena      |  |  |       |  |  |                            |  |  |                               |  |
| 1. Carlo Gonzaga                      |   | 11. Claudia de' Medici   |                             |  |  |       |  |  |                            |  |  |                               |  |
|                                       | … | …                        |                             |  |  |       |  |  |                            |  |  |                               |  |
|                                       | … | …                        |                             |  |  |       |  |  |                            |  |  |                               |  |
|                                       | … | …                        |                             |  |  |       |  |  |                            |  |  |                               |  |
| …                                     | … |                          |                             |  |  |       |  |  |                            |  |  |                               |  |
|                                       |   | …                        | …                           |  |  |       |  |  |                            |  |  |                               |  |
|                                       |   | …                        | …                           |  |  |       |  |  |                            |  |  |                               |  |
|                                       |   | …                        | …                           |  |  |       |  |  |                            |  |  |                               |  |
| 3. Eleonora Parma                     |   | …                        |                             |  |  |       |  |  |                            |  |  |                               |  |
|                                       |   | …                        | …                           |  |  |       |  |  |                            |  |  |                               |  |
|                                       |   | …                        | …                           |  |  |       |  |  |                            |  |  |                               |  |
|                                       |   | …                        | …                           |  |  |       |  |  |                            |  |  |                               |  |
| …                                     |   | …                        |                             |  |  |       |  |  |                            |  |  |                               |  |
|                                       |   | …                        | …                           |  |  |       |  |  |                            |  |  |                               |  |
|                                       |   | …                        | …                           |  |  |       |  |  |                            |  |  |                               |  |
|                                       |   | …                        | …                           |  |  |       |  |  |                            |  |  |                               |  |
|                                       |   | …                        |                             |  |  |       |  |  |                            |  |  |                               |  |